# فوجیساوا، ایواته
فوجیساوا، ایواته (به لاتین: Fujisawa, Iwate) یک منطقهٔ مسکونی در ژاپن است که در ناحیه توهوکو واقع شده‌است. فوجیساوا ۸٬۹۵۰ نفر جمعیت دارد.